# La truffa
La truffa (Fake-Out) è un film del 1982 diretto da Matt Cimber.

## Trama
Bobbie Warren, la star del night-club è finita in prigione grazie all'inganno con i mafiosi. Ammaestrata da precedenti esperienze, vuole testimoniare e viene affidata dagli agenti di polizia Clint Morgan e O.W. Thurston.

## Produzione
Il film fu diretto, sceneggiato (insieme a John F. Goff) e prodotto da Matt Cimber per la Par-Par Productions e girato, tra le altre location, nel Riviera Hotel & Casino di Las Vegas.

## Distribuzione
Il film fu distribuito con il titolo Fake-Out negli Stati Uniti nel 1982 e per l'home video dalla 905 Entertainment con il titolo Nevada Heat.
Altre distribuzioni:
- in Argentina il 18 novembre 1982 (Cómplices de un pecado)
- in Norvegia il 11 febbraio 1983 (Høyt spill i Las Vegas)
- in Portogallo il 5 agosto 1983 (Las Vegas, Cidade Implacável)
- in Ungheria il 26 settembre 1985 (Átverés)
- in Germania Ovest (Der Bulle und das Flittchen e, per l'home video, Der Cop von Las Vegas)
- in Venezuela (El engaño e Finland)
- in Brasile (Fora de Jogo e O Engano)
- in Spagna (Fuera de juego)
- in Polonia (Oszustwo)
- in Finlandia (Tappava petos)
- in Italia (La truffa)

## Critica
Secondo Leonard Maltin il film è una "futile miscela di dramma criminale e commedia sentimentale".

## Promozione
Le tagline sono:
- "She Trusted the Gangster More Than He Trusted Her!".
- "In Las Vegas, beating the odds has always been tough - now it's murder!".